# Алан Дін Фостер
А́лан Дін Фо́стер (англ. Alan Dean Foster; нар. 18 листопада 1946, Нью-Йорк) — американський письменник-фантаст, сценарист. Автор книг та сценаріїв до фільмів «Зоряні війни», «Зоряний шлях», «Трансформери» та інших.

## Життя та творчість
Народився 18 листопада 1946 року. Вивчав політологію та кіномистецтво в Каліфорнійському університеті в Лос-Анджелесі. По закінченні університету працював у рекламному агентстві.
Після успіху кількох оповідань (перша публікація — повість «Нотатки про зелену коробку» в альманасі «Arkham Collector», літо 1971) і роману «Тар-Айїмський Крен», яким Фостер Розпочав свій навідоміший нф цикл творів «Співдружність людей», він написав ряд сценаріїв для науково-фантастичних фільмів та серіалів та став автором літературних романізацій відомих кінострічок: «Темна зірка», «Чужий», «Хроніки Ріддіка», «Щось», «Зоряних війн» та «Зоряного шляху» тощо.
Фостер відомий також як автор цілої низки інших циклів та позасерійних романів у жанрах наукової фантастики та фентезі. Зокрема, його перу належить гумористичний фентезійний серіал «Заклинач співів».
Протягом певного часу жив у Канаді та представляв саме Канаду на міжнародних заходах фантастики. Останніми роками мешкає в Каліфорнії.

## Кар'єра

### Зоряні війни
Фостер був автором-привидом оригінального роману з циклу «Зоряних війн», яка була приписана виключно Джорджу Лукасу.  Коли його запитали, чи важко було йому побачити, як Лукас отримав всю заслугу в «Зоряних війнах», Фостер відповів: «Зовсім ні. Це була ідея історії Джорджа. Я просто розширював її. Відсутність мого імені на обкладинці мене анітрохи не cтурбувало. Це було б схоже на те, що підрядник вимагає вказати своє ім’я на будинку Френка Ллойда Райта». 
Фостер також написав наступний роман «Уламок розумового ока» (1978), написаний з наміром адаптувати його як малобюджетне продовження «Зоряних воєн», якщо фільм виявиться невдалим. Проте «Зоряні війни» мали приголомшливий успіх, і замість нього буде розроблено «Імперія завдає удару у відповідь » (1980). Історія Фостера значною мірою спиралася на залишені концепції, які з’явилися в ранніх трактуваннях Лукаса для першого фільму. 
Фостер повернувся до франшизи для роману-приквела «Наближення шторму» (2002), а також написав роман про перший фільм -продовження трилогії «Пробудження сили» (2015). 

### Зоряний шлях
Фостер написав 10 книг на основі епізодів мультфільму «Зоряний шлях», перші шість книг кожна складалися з трьох пов’язаних адаптацій епізодів довжиною новели, а останні чотири були розширеними адаптаціями окремих епізодів, які переходили в оригінальну історію. У середині сімдесятих років він написав оригінальні твори у всесвіті Зоряного шляху для аудіозаписів Зоряного шляху, лейблу Пітера Пен. Йому належать сценарії для фільму «Зоряний шлях: кінофільм оскільки він написав обробку на основі двосторінкового плану Джина Родденберрі.
Пізніше він написав романізацію до фільму «Зоряний шлях» 2009 року, свого першого роману про «Зоряний шлях» за понад 30 років, а також для продовження «Зоряного шляху ' «Зоряний шлях у темряву». 

### Суперечка з "Дісней"
У 2020 році Фостер разом із Американським письменником наукової фантастики та фентезі (SFWA) стверджував, що компанія Walt Disney, яка придбала права на його романи «Зоряні війни» та «Чужий» через придбання «Лукасфільм» та 20-е Сторіччя Фокс, не заплатила йому. роялті за продаж електронних книг його книг.    Проблема була вирішена в травні 2021 року, коли Disney домовився про виплату Фостеру та його колегам, авторам романізації «Зоряних воєн» Джеймсу Кану та Дональду Ф. Ґлуту, їхні гонорари.  

## Нагороди
- 2008 — нагорода «Гроссмейстер» від Міжнародної асоціації авторів медіазв’язків.[13]
- 2021 — Премія «Аеліта» за заслуги перед жанром[14]

### ВсесвітСпівдружності людей[en]

#### Піп і Флінкс
Романи наведено в хронологічному порядку історії (а не в хронологічному порядку публікації). Фостер коментує у передмові до перевиданого видання Доза крові, що це одинадцятий роман у серії, і він повинен розташовуватися між Віткаючи від божества та Магніт проблем .
1. Заради любові до не-матері (1983)ISBN 0-345-30511-6
2. Тар-Айїмський Крен (1972)ISBN 0-345-29232-4
3. Зірка сироти (1977)ISBN 0-345-25507-0
4. Кінець справи (1977)ISBN 0-345-25861-4
5. Флінкс у потоці (1988)ISBN 0-345-34363-8
6. Серединний Флінкс (1995)ISBN 0-345-38374-5
7. Возз'єднання (2001)ISBN 0-345-41867-0
8. Безумство Флінкса (2003)ISBN 0-345-45038-8
9. Розсувні ваги (2004)ISBN 0-345-46156-8
10. Втікаючи від божества (2005)ISBN 0-345-46159-2
11. Доза крові (1973)ISBN 0-345-25845-2
12. Магніт проблем (2006)ISBN 0-345-48504-1
13. Родина (2007)ISBN 978-0-345-48507-6
14. Флінкс Трансцендент (2009)ISBN 978-0-345-49607-2
15. Дивна музика (2017)ISBN 978-1-101-96760-7

#### Заснування Співдружності
1. Філогенез (1999)ISBN 0-345-41862-X
2. Панахида (2000)ISBN 0-345-41864-6
3. Світанок Дітурніті (2002)ISBN 0-345-41865-4

#### Трилогія Крижане спорядження
1. Крижане спорядження (1974)ISBN 0-345-23836-2
2. Місія до Молокіна (1979)ISBN 0-345-27676-0
3. Водії потопу (1987)ISBN 0-345-33330-6

#### Окремі романи Співдружності
У хронологічному порядку:
1. Ні кришталевих сліз (1982)ISBN 0-345-29141-7
2. Подорож до міста мертвих (1984)ISBN 0-345-31215-5
3. Середній світ (1975)ISBN 0-345-35011-1
4. Оповідання «Емоман» (1972).
5. «Надмір» (1982) оповідання
6. Потонулий світ (2003)ISBN 0-345-45035-3
7. Квофум (2008)ISBN 978-0-345-49605-8
8. «Серед смерті» (2006) оповідання
9. Виючі камені (1997)ISBN 0-345-38375-3
10. Засуджений до призми (1985)ISBN 0-345-31980-X
11. Кашалот (1980)ISBN 0-345-28066-0

### Проклята трилогія
1. Заклик до зброї (1991)ISBN 0-345-35855-4
2. Фальшиве дзеркало (1992)ISBN 0-345-35856-2
3. Військова здобич (1993)ISBN 0-345-35857-0

### Динотопічний Всесвіт
- Втрачена динотопія (1996)ISBN 1-57036-279-3
- Рука динотопії (1997)ISBN 1-57036-396-X

### Подорожі катехиста
1. М'ясоїдні світла й темряви (1998)ISBN 0-446-52132-9
2. У мислительні королівства (1999)ISBN 0-446-52136-1
3. Тріумф душ (2000)ISBN 0-446-52218-X

### Marexx
1. Будівельник (не опубліковано) [15] [16]

### СеріяЗаклинач співів(англ.«Spellsinger»)
1. Заклинач співів (1983)ISBN 0-446-97352-1
2. Година воріт (1984)ISBN 0-446-90354-X
3. День дисонансу (1984)ISBN 0-446-32133-8
4. Момент чарівника (1984)ISBN 0-446-32326-8
5. В полоні пертурбацій (1985)ISBN 0-446-32679-8
6. Час перенесення (1986)ISBN 0-932096-43-3
7. Син чарівника (1993)ISBN 0-446-36257-3
8. Хорове катання (1994)ISBN 0-446-36237-9

«Серенада» (2004), повість, дія якої розгортається відразу після «Часу перенесення»,  була вперше опублікована в антології «Майстри фантазії», а пізніше була перевидана в збірці оповідань Фостера «Винятки з реальності» . 

### Трилогія «Забрані».
1. Загублений і знайдений (2004)ISBN 0-345-46125-8
2. Світлові роки під моїми ногами (2005)ISBN 0-345-46128-2
3. Свічка далекої землі (2005)ISBN 0-345-46131-2

### Трилогія «Переломний момент».
- Людська суміш (2010)ISBN 978-0-345-51197-3 [19]
- Тіло Інкорпорейтід. (2012)ISBN 978-0-345-51199-7
- Сума її частин (2012)ISBN 978-0-345-51202-4

### Смуга Монтесуми
- Стрип Монтесуми (1995)ISBN 0-446-60207-8
- Програма насмішок (2002)ISBN 0-446-52774-2

### Окремі романи
- Людина, яка використовувала всесвіт (1983)ISBN 0-446-90353-1
- Я всередині (1984)ISBN 0-446-32027-7
- Ковзання (1984)ISBN 0-425-07006-9
- Назовні (1986)ISBN 0-446-51337-7
- Провулок Слави (1987)ISBN 0-441-51664-5
- Маорі (1988)ISBN 0-441-51925-3
- До точки зникнення (1988)ISBN 0-446-51338-5
- Квоцль (1989)ISBN 0-441-69454-3
- Кібершлях (1990)ISBN 0-441-13245-6
- Cat-a-list (1991)ISBN 0-441-64661-1
- Коджерспейс (1992)ISBN 0-441-71851-5
- Зеленозлодії (1994)ISBN 0-441-00104-1
- Дизайн для великого дня (1995)ISBN 0-312-85501-X, з Еріком Френком Расселом)
- Форма життя (1995)ISBN 0-441-00218-8
- Подорож Бассета (ілюстратор Джеймс С. Крістенсен) (1996)ISBN 1-885-18358-5
- Мертвий Джед (1997)ISBN 0-441-00399-0
- Паралелі (1998)ISBN 0-345-42461-1
- Первісні тіні (2001)ISBN 0-312-87771-4
- Порушники (2001)ISBN 0-441-00847-X
- Царства світла (2001)ISBN 0-446-52667-3
- Саграманда (2006)ISBN 1-59102-488-9
- Реліквія (2018)ISBN 978-1101967638

### Збірки
- З такими друзями... (1977)ISBN 0-345-25701-4
- Кому потрібні вороги? (1984)ISBN 0-345-31657-6
- Метроном та інші історії (1990)ISBN 0-345-36356-6
- Божевільний Амос (1996)ISBN 0-345-39362-7
- Неможливі місця (2002)ISBN 0-345-45041-8
- Винятки з реальності (2008)ISBN 0-345-49604-3
- Смаки інших світів (2019)ISBN 978-1-61475-986-7
- Смак різних вимірів (2019)ISBN 978-1-61475-957-7

### Антології за редакцією Фостера
- Розумні дракони, дурні ельфи (1991), cпільно з Мартіном Г. Ґрінбергом
- Пета не вміє читати лише одну (англ. «Betcha Can't Read Only One», 1993)
- Оповідання з малих островів: розповіді, які діляться в Палау (2005)

### Романізації

#### Всесвіт "Зоряний шлях"

##### Зоряний шлях: мультсеріал
1. Зоряний шлях Журнал один (1974)ISBN 0-345-24014-6
2. Зоряний шлях Журнал два (1974)ISBN 0-345-25812-6
3. Зоряний шлях Журнал 3 (1975)ISBN 0-345-24260-2
4. Зоряний шлях Журнал 4 (1975)ISBN 0-345-24435-4
5. Зоряний шлях Журнал п'ять (1975)ISBN 0-345-33351-9
6. Зоряний шлях Журнал шість (1976)ISBN 0-345-24655-1
7. Зоряний шлях Журнал сім (1976)ISBN 0-345-24965-8
8. Зоряний шлях Журнал вісім (1976)ISBN 0-345-25141-5
9. Зоряний шлях Журнал дев'ять (1977)ISBN 0-345-25557-7
10. Зоряний шлях Журнал десять (1978)ISBN 0-345-27212-9 [20]

##### ФільмиЗоряний шлях
- Зоряний шлях: Кінофільм (1979), автор історії
- Зоряний шлях (2009)ISBN 978-1-4391-5886-9, романізація сценарію фільму
- Зоряний шлях у темряву (2013)ISBN 978-1-4767-1648-0, романізація сценарію фільму
- Зоряний шлях: Тривожні зірки (2020)ISBN 1982140607

#### Всесвіт "Зоряні війни"
- Зоряні війни: З пригод Люка Скайвокера (1976)ISBN 0-345-26079-1, роман про літературних "негрів" (привидів письма) "Зоряних воєн" у ролі Джорджа Лукаса
- Осколок розумового ока (1978)ISBN 0-345-27566-7
- Буря, що наближається (2002)ISBN 0-345-44300-4
- Зоряні війни: Пробудження сили (2015), [21] романізація фільму
- «Приманка» (2015), оповідання

#### Всесвіт "Чужі"
1. Чужий (1979)ISBN 0-446-82977-3
2. Чужі (1986)ISBN 0-446-30139-6
3. Чужий 3 (1992)ISBN 0-446-36216-6
4. Чужий: Заповіт (2017)ISBN 1-785-65478-0
5. Чужий: Заповіт - Витоки (2017)ISBN 9781785654763

#### Всесвіт "Термінатор"
- Порятунок термінатора (2009)ISBN 1-84856-085-0, новелізація фільму

#### Трансформери
- Трансформери (2007)ISBN 0-345-49799-6
- Трансформери: Привиди вчорашнього дня (2007)ISBN 0-345-49798-8
- Трансформери: Помста полеглих (2009)ISBN 978-0-345-51593-3
- Трансформери: Прихована загроза (2009)ISBN 0-345-51592-7

#### Окремі романізації
- Темна зірка (1974)ISBN 0-345-24267-X, новелізація фільму
- Луана (італійський фільм) (1974)ISBN 0-345-23793-5, новелізація фільму
- Мод (неопублікована 1974), телевізійна новелізація (« Дилема Мод ») [22]
- Чорна діра (1979)ISBN 0-345-28538-7, новелізація фільму
- Битва титанів (1981)ISBN 0-446-93675-8, новелізація фільму
- За кордоном (1981)ISBN 0-446-95829-8, новелізація фільму
- Справа (1981)ISBN 0-553-20477-7, новелізація фільму
- Крулл (1983)ISBN 0-446-30642-8, новелізація фільму
- Останній зоряний винищувач (1984)ISBN 0-425-07255-X, новелізація фільму
- The Last Starfighter Storybook (1984) з Лінн Хейні та Джонатаном Бетуелом
- Shadowkeep (1984)ISBN 0-446-32553-8, також комп'ютерна гра (1984)
- Стармен (1984)ISBN 0-446-32598-8, новелізація фільму
- Блідий вершник (1985)ISBN 0-446-32767-0, новелізація фільму
- Чужа нація (1988)ISBN 0-446-35264-0, новелізація фільму
- Розкопки (1995)ISBN 0-446-51853-0, також комп'ютерна гра
- Хроніки Ріддіка (2004)ISBN 0-345-46839-2, новелізація фільму

## Фільмографія
- Зоряний шлях: Кінофільм (1979, історія)

- Ласкаво просимо до Парадоксу (1998, сюжет для епізоду «Our Lady of the Machine»)